# Marie-Auguste Fabre des Essarts
Marie-Auguste Fabre des Essarts (Aouste-sur-Sye, 29 agosto 1795 – Blois, 20 ottobre 1850) è stato un vescovo cattolico francese.

## Biografia
Fu allievo dei cappuccini a Crest; ordinato prete, fu vicario generale della diocesi di Blois.
Nel 1844 fu consacrato vescovo di Blois. Fondò l'orfanotrofio delle suore della Provvidenza; affidò la direzione del seminario diocesano ai gesuiti.

## Genealogia episcopale e successione apostolica
La genealogia episcopale è:
- Cardinale Scipione Rebiba
- Cardinale Giulio Antonio Santori
- Cardinale Girolamo Bernerio, O.P.
- Arcivescovo Galeazzo Sanvitale
- Cardinale Ludovico Ludovisi
- Cardinale Luigi Caetani
- Cardinale Ulderico Carpegna
- Cardinale Paluzzo Paluzzi Altieri degli Albertoni
- Papa Benedetto XIII
- Papa Benedetto XIV
- Papa Clemente XIII
- Cardinale Giovanni Francesco Albani
- Cardinale Carlo Rezzonico
- Cardinale Antonio Dugnani
- Arcivescovo Jean-Charles de Coucy
- Cardinale Gustave-Maximilien-Juste de Croÿ-Solre
- Vescovo Denis-Antoine-Luc de Frayssinous
- Vescovo Alexandre-Raymond Devie
- Vescovo Marie-Auguste Fabre des Essarts